# Alfred von Sareshel
Alfred von Sareshel, auch Alfred von Sarchel; lateinisch Alfredus Sareshalensis und Alfredus Anglicus (* um 1154; † nach 1220), war ein englischer Philosoph und Übersetzer des 13. Jahrhunderts sowie Canonicus in Lichfield. Seine Lebensdaten sind ungewiss. Manchmal werden sie mit 1175–1245 angegeben.
Alfred von Sareshel gilt als einer der ersten Vertreter des neu aufkommenden Aristotelismus. Er studierte und lebte ca. 1190 bis 1200 in Spanien und stand wohl in Verbindung mit der Übersetzerschule von Toledo um Gerhard von Cremona. Sein Hauptwerk ist De motu cordis (1217). Alfred stand noch in der Tradition der neuplatonischen Metaphysik, berücksichtigte aber schon die Psychologie des Aristoteles und die Physiologie des Galenos. Er bezeichnete das Herz als Haus der Seele, von dem aus sie alle Lebensprozesse steuert. Die Seele ist unkörperlich, geistig, einfach, unteilbar und die Entelechie des Leibes.

## Werke
- De motu cordis (Über die Bewegung des Herzens) gewidmet (seinem Freund) Alexander Neckam (hrsg. von C. S. Barach (Innsbruck 1878; Nachdruck 1968) sowie von Clemens Baeumker: Des Alfred von Sareshel (Alfredus Anglicus) Schrift „De motu cordis“. Beiträge zur Geschichte der Philosophie des Mittelalters XXIII, 1-2, Aschendorff, Münster 1923)
- "De naturis rerum" (Über die Natur der Dinge)
- "De Educatione Accipitrum" (Über die Erziehung der Falken)
- Fünf Bücher über Boethius "De consolatione philosophiae"
- "De Musica" (Über die Musik)
- Verschiedene Kommentare zu Aristoteles „Metheora“ (Meteorologie) (Alfred of Sareshel's Commentary on the Metheora of Aristotle: Critical Edition, Introduction, and Notes (Studien Und Texte Zur Geistesgeschichte Des Mittelalters, Band XIX) Brill 1988, ISBN 978-90-04-08453-7)
- Übersetzung der pseudoaristotelischen Schrift „De plantis“ aus dem (von Hunain ibn Ishāq verfassten) Arabischen (hrsg. mit einer Einleitung von Ernst Heinrich Friedrich Meyer: Nicolai Damasceni de plantis libri duo, Aristoteli vulgo adscripti, Lipsiae 1841).